# Sint-Jozefkerk (Almelo)
De Sint-Jozefkerk in de Nederlandse stad Almelo is een rooms-katholieke kerk, gebouwd in de stijl van de Delftse School. De kerk staat in de wijk Sluitersveld en is in 1953 gebouwd naar ontwerp van Antonius Vosman.